# 천하오 (1994년)
천하오(중국어: 陈浩, 병음: Chen Hao, 한자음: 진호, 1994년 4월 23일 ~ )는 중화인민공화국의 바둑 기사이다. 헤이룽장성 하얼빈시 출신으로 중국기원 소속의 6단이다.

## 경력
중국 헤이룽장성 하얼빈시에서 태어났다. 2008년 프로 바둑에 입단했다. 2010년 전국바둑개인전 남자 을조에서 3위를 차지했고 2015년에는 산둥 징즈저예팀으로 갑조리그에 참가하여 3승 3패의 성적을 거두었다. 2016-2017년 성시바둑대항전에 우한 펑다팀으로 출전하여 최우수 남자 기사상을 수상했다. 2017년 6단으로 승단했다.